# Manis culionensis
Il pangolino delle Filippine  (Manis culionensis (de Elera, 1915)) è un mammifero dell'ordine dei Pholidota.
La specie, che vive nelle isole Palawan e Culion, nelle Filippine del sud-ovest, era stata già descritta nel 1915, ma era stata poi considerata da molti autori un sinonimo di Manis javanica. Recentemente la questione è stata risolta a favore dell'indipendenza della specie.
Tra le caratteristiche che distinguono il pangolino delle Filippine da Manis javanica vi sono la minore dimensione delle scaglie, la minore lunghezza della coda e alcune caratteristiche del cranio.

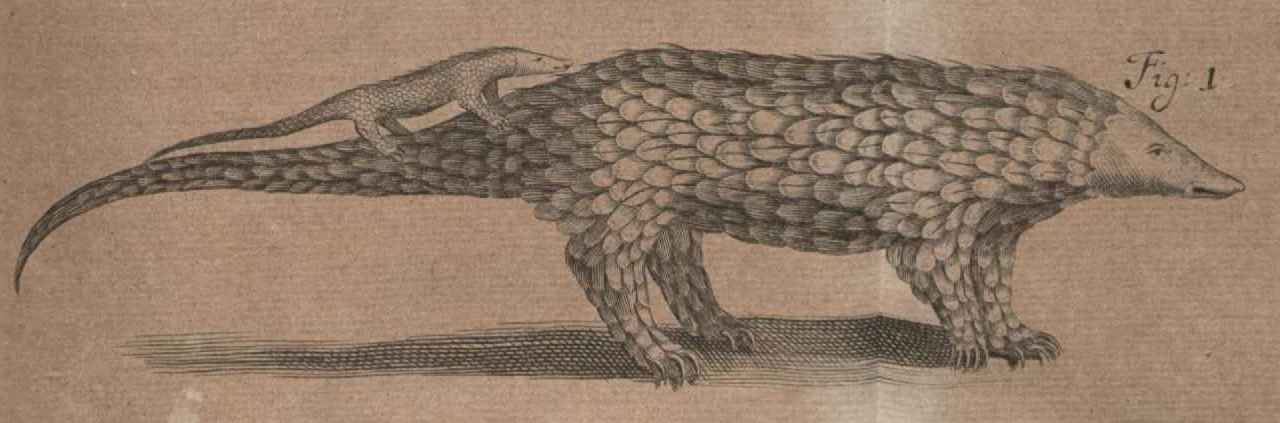
Rappresentazione di un pangolino in una tavola degli Acta Eruditorum del 1689